# Neoleanira areolata
Neoleanira areolata är en ringmaskart som först beskrevs av McIntosh 1885.  Neoleanira areolata ingår i släktet Neoleanira och familjen Sigalionidae. Inga underarter finns listade i Catalogue of Life.